# Lingue chibcha
Le lingue chibcha fanno parte di una famiglia linguistica originaria delle terre comprese tra l'Honduras orientale e la Colombia settentrionale. Il nome della famiglia linguistica proviene dal nome associato alla lingua parlata dal popolo Muisca, la lingua chibcha (Muisca cubun), parlata un tempo dalla gente che viveva nella zona dove oggi si trova Bogotà. I dati linguistici ora indicano che la zona dove le lingue chibcha ebbero origine potrebbe essere la terra sul confine tra Costa Rica e Panama.
Il linguista costaricano Adolfo Constenla Umaña ha modellato una classificazione delle lingue chibcha. La maggior parte ricade nel sottogruppo chibcha meridionale, che comprende la lingua voto, lingua istmica, e lingua magdalenica.

## Classificazione

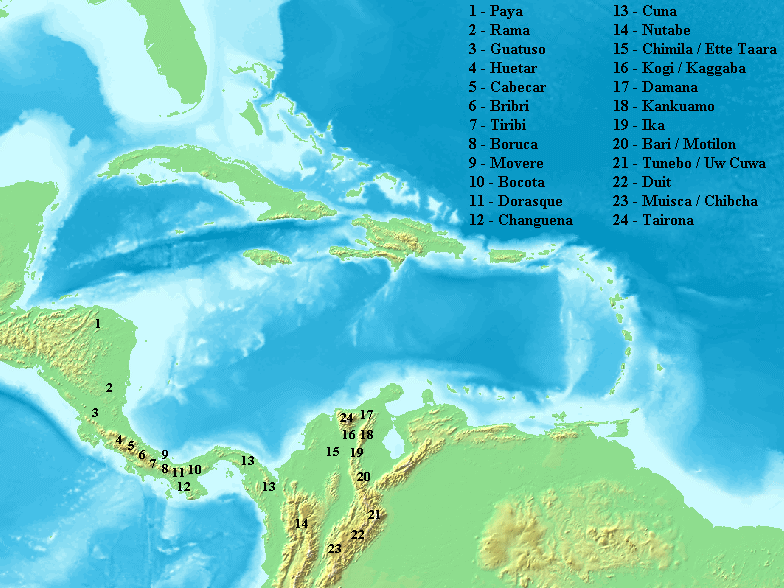
Distribuzione delle lingue chibcha.

### Gruppo A
- Lingue waimí o guaymí
  - lingua ngäbere [codice ISO 639-3 gym], Costa Rica e Panama
  - lingua buglere [sab], Panama
- Lingua boruca [brn], Costa Rica, quasi estinta
- Lingue talamanca
  - lingua huetar (Güetar), Costa Rica, estinta
  - lingua bribri [bzd] (Talamanca), Costa Rica e Panama
  - lingua cabécar [cjp] (Talamanca), Costa Rica
  - lingua chánguena, Costa Rica e Panama, estinta
  - lingua teribe [tfr], Panama e Costa Rica
  - lingua movere, Panama centrale

### Gruppo B
- Lingua pech [pay], Honduras nord-est, in pericolo di estinzione
- Lingua dorasque, Panama, estinta
- Lingue votiche
  - lingua rama [rma], Nicaragua sud-est, estinta o quasi
  - lingua voto, Costa Rica, estinta
  - lingua maléku, Costa Rica centro-nord, in pericolo di estinzione
  - lingua corobicí, Costa Rica nord-ovest, estinta
  - lingua kuna, Panama e Colombia
- Lingua barí [mot], Colombia e Venezuela
- Lingua chibcha [chb] (parlata dai Muisca), Colombia, estinta
- Lingua tunebo, Colombia
- Lingua arwako-cimila
  - lingua chimila [cbg], Colombia
  - lingua arwako
  - lingua damana, Colombia
  - lingua kankuamo, Colombia, estinta
  - lingua aruaca o ijca [arh], Colombia
  - lingua kogi o kogui [kog], Colombia

## Relazioni esterne
Constenla spiega che la lingua cueva, l'idioma dominante di Panama nel periodo pre-colombiano, apparteneva alla famiglia Chocoana, non Chibchana, ma non ci sono prove reali per sostenere questa tesi.
La lingua cofán parlata in Ecuador e Colombia è stata inclusa nelle lingue Chibcha a causa del gran numero di termini in prestito.
È stata formulata un'ipotesi, che vede una famiglia linguistica chiamata Macro-Chibcha, che comprenderebbe le lingue misumalpa, la lingua lenca, la lingua p'urhépecha, lingua xinca, lingua cuitlateca, e le lingue yanomami. Joseph Greenberg raggruppa le lingue chibcha assieme alle lingue paezane in ciò che lui chiama lingue chibcha-paezane.  Dennis Holt (1986) ha fornito spiegazioni per la possibile relazione tra le lingue chibcha e le lingue uto-azteche, e le lingue pano-takanane. Comunque molti linguisti continuano a considerare il concetto "Macro-Chibcha" come eccessivamente ipotetico e quindi di scarso valore.  I gruppi linguistici con cui la famiglia chibcha ha più affinità rimangono le lingue misumalpane (verso nord) e le lingue choco (verso sud).
La maggioranza di queste lingue indigene sono a rischio di estinzione.